# Forces' Sweetheart
Forces' Sweetheart é um filme de comédia produzido no Reino Unido em 1953, dirigido por Maclean Rogers e protagonizado por Hy Hazell, Harry Secombe e Michael Bentine.

## Sinopse
A trama gira em torno de dois soldados estúpidos, interpretados por Secombe e por Bentine, que se apaixonam por uma animadora chamada Judy (Hazell).